# 譚廣
譚廣（1363年—1444年），字仲宏，江浙等處行中書省鎮江路丹徒縣（今江蘇省鎮江市）人，明朝軍事將領。永寧伯。

## 生平
洪武初年，跟從征討金山，后擔任燕山護衛百戶。靖難之役時，跟從朱棣起兵，在白溝、真定、夾河之戰中均有功，升任指揮使，留守保定。當時中央軍都督韓觀領兵十二萬人來攻，譚廣則以孤軍力拒四十余日，并伺機攻破。
永樂九年，升任大寧都指揮僉事，后統領神機營，跟從明成祖北征，擔任驍騎將軍。永樂十一年在山西練兵，次年跟從朱棣征討九龍口，擔任前鋒。后論功晋升都督僉事。明仁宗即位后，升爲左都督，佩鎮朔將軍印，鎮宣府。
正統六年十一月，以禦敵功，封永寧伯，祿千二百石，仍鎮宣府。八年乞致仕，后不許。次年十月召還陛見，明英宗憫其老，免常朝。該月卒，年八十二。謚襄毅。